# Harry Maione
Harry „Happy” Maione (n. 7 octombrie 1908, New York City, New York, SUA – d. 19 februarie 1942, Ossining, New York, SUA) a fost un gangster din New York care a activat în calitate de asasin pentru grupul Murder, Inc. care executa ordinele Sindicatului național al crimei în anii 1930. Maione a fost numit „Happy” (în română fericit) deoarece fața lui avea o eternă încruntare.

## Biografie
În tinerețe, Maione a fost liderul huliganilor din Ocean Hill, o bandă italiană din  Ocean Hill,⁠(d) Brooklyn. Acesta a fost mentorul luii Frank Abbandando. Maione a avut un fiu - Albert - care mai târziu a devenit asociat al familiei Gambino. Fratele său este Louis "The Duke" Maione.
În 1931, Maione și Abbandando i-au ajutat pe Abe „Kid Twist” Reles și Martin „Bugsy” Goldstein să-și elimine rivalii, frații Shapiro⁠(d) (Meyer, Irving și William). În același an, cei trei frați au încercat să-i ucidă pe Reles și Goldstein, iar când au eșuat, Meyer a răpit-o pe iubita celui dintâi și a violat-o. Aceștia au decis să se răzbune și să preia operațiunile fraților Shapiro. Pe 11 iulie 1931, Irving Shapiro este împușcat mortal în apropierea apartamentului său, iar pe 17 septembrie Meyer a fost găsit mort în subsolul unei clădiri de locuințe din cartierul Lower East Side⁠(d).

### Murder, Inc.
După eliminarea fraților, Maione, Abbandando, Reles și Goldstein au decis să formeze o bandă. Acestora li s-au alăturat Harry "Pittsburgh Phil" Strauss, Albert "Tick Tock" Tannenbaum⁠(d), Seymour "Blue Jaw" Magoon, Louis Capone, Charles "The Bug" Workman și Vito "Chicken Head" Gurino.
Banda a început să execute asasinări pentru Sindicatul național al crimei cu ajutorul lui Joe Adonis, membru în consiliul de administrație al organizației. Aceștia au devenit principala echipă de asasini plătiți a sindicatului și au fost denumiți „Murder, Inc.” de către presă. Malone era reprezentant al membrilor italieni, iar Reles al membrilor evrei. Murder, Inc. era condusă de Louis "Lepke" Buchalter -un alt membru al consiliului - și Albert "The Executioner" Anastasia. Se speculează că Maione ar fi ucis cel puțin 12 persoane în perioada în care a activat ca asasin pentru organizație.
La mijlocul anilor 1930, procurorul newyorkez Thomas E. Dewey a inițiat urmărirea penală a lui Buchalter. La auzul acestei vești, Lepke a început să elimine toți potențialii martori. Asasinii Murder, Inc. au ucis toate persoanele care erau suspectate că oferă informații autorităților despre Buchalter. Cămătarul⁠(d) George "Whitey" Rudnick a fost una dintre aceste victime; el a fost ucis de Maione, Abbandando și Strauss pe 11 mai 1937.
În 1940, Reles a devenit informator pentru statul New York. Acesta a oferit informații despre uciderea lui Rudnick și i-a menționat pe Maione și Abbandando. Conform acestuia, asasinii l-ar fi omorât pe Rednick și au încercat să-l bage în mașină. În acel moment, „cadavrul” a început să tușească. Ca să-și îndeplinească misiunea, Strauss l-a înjunghiat de 63 de ori cu un spărgător de gheață⁠(d), iar Maione a înfipt un satâr în cap.
În mai 1940, Maione a fost condamnat pentru crimă de gradul I, dar verdictul a fost anulat la apel. După un al doilea proces, Maione a fost condamnat din nou. De această dată, condamnarea nu a fost anulată de o instanță de apel. Pe 19 februarie 1942, Maione și Frank Abbandando au fost executați pe scaunul electric din închisoarea Sing Sing din Ossining, New York⁠(d).